# Trichomicra
Trichomicra är ett släkte av skalbaggar som beskrevs av Lars Zakarias Brundin 1941. Trichomicra ingår i familjen kortvingar.
Släktet innehåller bara arten Trichomicra sahlbergiana.